# النهضة الإنجليزية
النهضة الإنجليزية هي حركة ثقافية وفنية في إنجلترا امتدت منذ أوائل القرن السادس عشرو حتى أوائل القرن السابع عشر. وتعد هذه النهضة امتدادا للنهضة العامة قي أوروبا والتي يرجع كثيرا من المؤرخين أصلها إلى توسكانى قي القرن الرابع عشر. هذه الحقبة في التاريخ الثقافي الإنجليزى يشار إليها أحيانا «بعصر شكسبير» أو "العصر الإليزابيثي"، وهي الفترة الأولى في التاريخ الإنجليزي والبريطاني التي سميت باسم الملك الحاكم.
و قد أنتج شعراء مثل ادموند سبنسر، وجون ميلتون أعمالا أظهرت اهتماما متزايدا في تفسير المعتقدات الإنجليزية المسيحية، مثل التمثيل المجازى لسلالة تيودور في ملكة الجن وحكاية هبوط البشر من الجنة قي الفردوس المفقود؛ وقد ألف الكتاب المسرحيين من أمثال كريستوفر مارلو ووليم شكسبير، العروض المسرحية التي تظهر المفهوم الإنجليزى عن الحياة والموت، والتاريخ.و قد نشر فلاسفة مثل سير توماس مور وسير فرانسيس بيكون أفكارهما الخاصة عن البشرية ونواحى المجتمع المثالى قرابة نهاية عهد أسرة تيودور، مما أدى لدفع حدود المعرفة قي ذلك الوقت. وقد اقتربت إنجلترا من الوصول للعلم الحديث مع أسلوب بكنين، الطريقة الرائدة للمنهج العلمى.

## الأدب
تملك إنجلترا تقليدًا أدبيًا راسخًا في اللغة الإنجليزية المحلّية، ازداد تدريجيًا مع شيوع استخدام الإنجليزية للآلة الطابعة خلال منتصف القرن السادس عشر. بدأ تقليد الأدب المكتوب هذا بالدعوة كثيرًا إلى الإصلاح البروتستانتي للسماح للأشخاص بتفسير الكتاب المقدس بأنفسهم بدلًا من التسليم بتفسير الكنيسة الكاثوليكية. أصبحت المناقشات عن كيفية ترجمة الكتاب المقدس بطريقة تمكن العلمانيين من فهمه وتنصف كلام الله في نفس الوقت محل نزاع، إذ جادل أشخاص عن الشهادات المطلوبة لنقل معناه الصحيح بدون التضحية في فصاحته. دفعت الرغبة في ترك الأشخاص يقرؤون الكتاب المقدس بأنفسهم ويليان تيندال إلى نشر ترجمته في عام 1526. أصبح هذا فيما بعد سلفًا لنسخة الملك جيمس من الكتاب المقدس، ساهمت تأثيرات أعماله في اللغة المحكية على الإنجليزية أكثر من شكسبير حتى.
يعد روجر أشام مناصرًا آخرًا باكرًا لأدب اللغة المحكية، كان روجر الأستاذ الخاص للأميرة إليزابيث خلال فترة مراهقتها، غالبًا ما يُسمى الآن بـ«مؤسس نثر اللغة الإنجليزية». بحلول الأدب الإليزابيثي، ارتأى أن هذا الخطاب هو أعظم هدية من الله للإنسان فيكون قوله أو كتابته بشكل رديء بمثابة إهانة. تضمنت الثقافة الأدبية القوية في كل من الدراما والشعر قصائد لأمثال إدموند سبنسر، الذي كان لملحمته الشعرية ملكة الجن تأثيرًا قويًا على الأدب الإنجليزي ولكن في النهاية تفوق عليه وليم شكسبير وتوماس ويات وغيرهم. توزعت أعمال هؤلاء المسرحيين والشعراء على شكل مخطوطات لبعض الوقت قبل نشرها، وكانت أعمالهم إرثًا منقطع النظير من هذه الفترة فوق كافة مسرحيات المسرح الإليزابيثي. تأثرت أعمال هذه الفترة أيضًا بإعلان الملك هنري الثامن الاستقلالية عن الكنيسة الكاثوليكية والتطورات التقنية في الإبحار ورسم الخرائط، التي انعكست عمومًا في المواضيع غير الدينية ومغامرات تحطم السفينة المتنوعة لشكسبير.
كان المسرح الإنجليزي الأكثر ازداحمًا في أوروبا، قدم عروضه لكل من بلاط الملك والنبلاء في عروض خاصة وللعامة على نطاق واسع في المسارح، مع حشد من الكتاب المسرحيين الآخرين وكذلك الشخصيات العظيمة لكريستوفر مارلو ووليم شكسبير وبن جونسون. كانت
إليزابيث بحد ذاتها نتاج النهضة الإنسانية درّبها روجر أشام، وكتبت قصائد مناسباتية مثل «عند رحيل السيد» في لحظات حرجة من حياتها. تضمن الفلاسفة والمفكرون توماس مور وفرانسيس بيكون. كان الكثير من ملوك التيودور ذوي تعليم عالٍ، مثلما كان الكثير من النبلاء، وكان للأدب الإيطالي أتباع كثر، أمنوا المصادر للعديد من مسرحيات شكسبير. تقدم الفكر الإنجليزي نحو العلم المعاصر عن طريق منهج باكونيان، حامل لواء المنهج العلمي. كان للغة كتاب الصلاة المشتركة، المنشور لأول مرة في عام 1549، وفي نهاية فترة النسخة المرخص بها («نسخة الملك جيمس» للأميركيين) من الكتاب المقدس (1611) تأثيرًا طويل الأمد على الوعي الإنجليزي.